# 給料日 (映画)
『給料日』（きゅうりょうび、Pay Day）は、1922年公開の短編サイレント映画。脚本、監督、主演はチャーリー・チャップリン。彼のファースト・ナショナル・ピクチャーズにおける7作目の映画で、最後の短編（2巻物）に当たる。
建築現場で働くチャーリー。同僚と夜更けまで呑み明かし、財布のヒモを握る恐妻のもとへと帰宅するまでの他愛のないストーリーではあるが、プチブル生活の悲哀と、現代にも通ずるところの多いギャグ満載である。共演は、キーストン時代からの仲間、マック・スウェインにフィリス・アレン。
後年、チャップリン自身が作曲した伴奏音楽がついた版が制作された。この版では旧版にあったラストの、チャップリンの脛がアップになるショットがカットされた。

## キャスト
- 建設労働者 - チャーリー・チャップリン
- 彼の妻 - フィリス・アレン
- 現場監督 - マック・スウェイン
- 現場監督の娘 - エドナ・パーヴァイアンス
- チャーリーの同僚・屋台の主人 - シドニー・チャップリン
- 仕事仲間（飲み友達） - ヘンリー・バーグマン、アラン・ガルシア
- 労働者 - アルバート・オースチン、ロイヤル・アンダーウッド、ジョン・ランド

## 製作
工事現場のシーンは、スタジオの近くに建設中の新しいビルで撮影された。撮影は1か月で終了した。

### スタッフ
出典：
- 製作・監督・脚本・編集・作曲：チャーリー・チャップリン
- 撮影 - ローランド・トザロー（英語版）
- 美術 - チャールズ・D・ホール（英語版）